# アメリカン・レコード・カンパニー

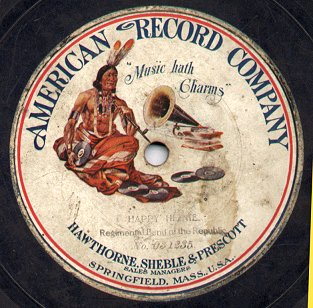
アメリカン・レコード・カンパニーのレーベル面。曲は、レジメンタル・バンド・オブ・ザ・リパブリックの「Happy Heinie」。販売窓口の所在地記載がマサチューセッツ州スプリングフィールドになっている。

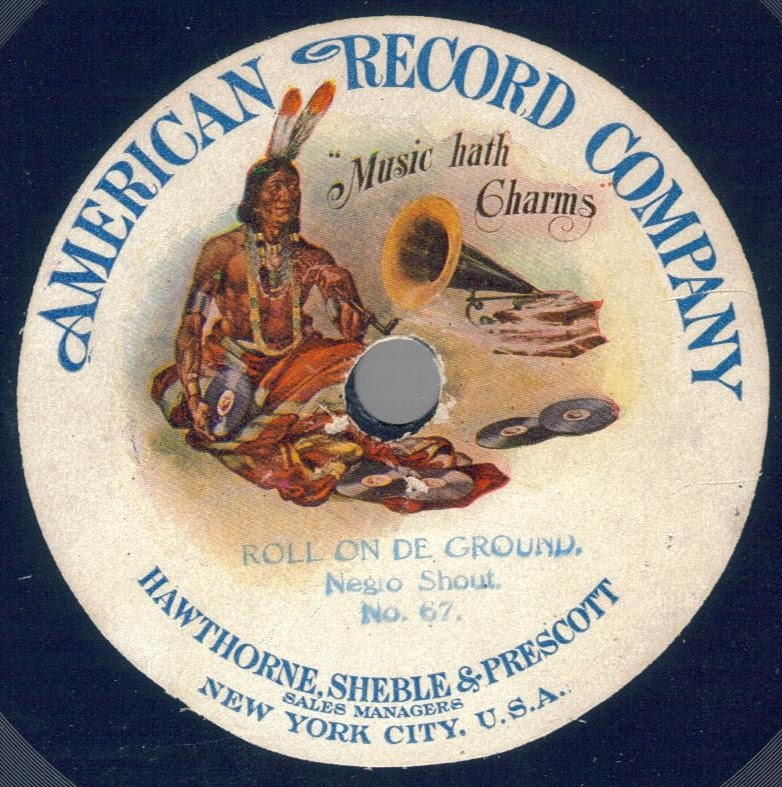
アメリカン・レコード・カンパニーのレーベル面。曲は、演奏者不詳「Roll on de ground (Negro shout)」。販売窓口の所在地記載がニューヨーク州ニューヨークになっている。

アメリカン・レコード・カンパニー (American Record Company) は、1904年から1906年にかけて活動していたアメリカ合衆国のレコードレーベル。

## 沿革
広くARCo という略称で知られたアメリカン・レコード・カンパニーは、エルスワース・A・ホーソン (Ellsworth A. Hawthorne) とホレス・シーブル (Horace Sheble) という、元々はフィラデルフィアを拠点とした自転車製造業者で、エジソン・レコードの機械の装飾部品を設計し、1890年代に茶色い蝋管を制作したことのあったふたりが創業した。 ホーソンとシーブルは、ジョン・O・プレスコット (John O. Prescott) をパートナーシップとしたが、プレスコットには、オデオン・レコードを市場に流通させていたベルリンのインターナショナル・トーキング・マシーン (International Talking Machine) と取引のあったフレデリック (Frederick) という兄弟がいた。新たに設立されたこの会社は、マサチューセッツ州スプリングフィールドに拠点を置いたが、コネチカット州ブリッジポートとフィラデルフィアの工場も維持しており、録音の吹き込みはニューヨークのスタジオでおこなっていた。アメリカン・レコードは、もっぱら片面だけに音溝が刻まれた青い音盤を製造していたが、後には両面に音溝が刻まれた通常の黒いシェラック盤も製造された。

## ロゴ
レーベル面には、たばこのパイプを持ったインディアンが、当時時代遅れになりつつあったフロント・マウント (front-mount) 式の蓄音機に耳を傾けている絵柄が描かれていた。アメリカン・レコード・カンパニーは、「インディアン・レコード (Indian Records)」という通称で、自社のレコードを宣伝していた。インディアンを描いたレーベルには、細部が異なる複数のバージョンが存在している。同社のレコードの大部分は片面録音で、両面録音の場合も各面の組み合わせはランダムにおこなわれていたように見える。買い手側が最低限の注文単位以上の製造を求めれば、両面に収録する音源をどのようにでも組み合わせていたものと思われる。レコードは、通常の黒い色ではなく、青い色をしているのが特徴となっていたが、これは「エンペダイト (Empedite)」と称されたシェラック素材で作られており、通常の黒いシェラック盤よりも音色が良いとされていた。レコードには 030000 から始まる通し番号が付けられていたようであり、最も大きな数字として知られているものには 031435 という番号が付されている。音盤の大きさには、7インチ、10インチ、10.5インチがあり、10.5インチの規格はこれを使っていたオデオンとの結びつきに由来するものであった。7インチ盤は通し番号の付け方が異なっており、短期間しか製造されなかったようである。イギリス向けに輸出されたレコードの一部には「アメリカン・オデオン・レコード (American Odeon Record)」と記したロゴを用いている例もあった。

## 遺されたもの
ビクターやコロムビアは別として、20世紀最初の十年代に活動していたアメリカ合衆国のレコード会社の大部分は既存の諸特許を遵守していたが、アメリカン・レコード・カンパニーはこれに真っ向から逆らった。サウンドの歴史という観点から見ると、同社の最も重要な貢献は、現存する最も初期のハワイアン音楽の録音を残したことであり、ジュライ・パカ (July Paka) が率いるロイヤル・ハワイアン・トルバドールズ (Royal Hawaiian Troubadours) とクレジットされた数枚の音盤が存在している。同社の自前のバンドはレジメンタル・バンド・オブ・ザ・リパブリック（Regimental Band of the Republic：「共和国連隊バンド」の意）と称され、このレーベルのインストゥルメンタル楽曲のほとんどを吹き込んでおり、歌手の伴奏も担っていた。その他、吹込みをおこなった演奏者たちの多くは、ビクター、コロムビア、あるいは様々な蝋管式蓄音機の会社で吹き込みをおこなっていた人々であり、アメリカン・レコードに残した録音の多くは、既にどこか別の会社に吹き込んでいた楽曲であった。同社のレコードの多くが、演奏者が匿名となっており、また、それ以上に演奏者に関するクレジット表示が適切になされていないように思われるものも多い。コロムビアやビクターの初期録音ほど一般的に普及しているわけではないが、相当の数が残されている同社の音源のコレクションには大きな価値があり、特に同社がマスターを提供していた他のレーベル、例えばビジー・ビー (Busy Bee)、カラマズー (Kalamazoo)、ピアレス (Peerless) などの盤よりも価値が高い。ヨーロッパにおいて、アメリカン・レコード・カンパニーの音源は、ペリカン (Pelican)、リーダー (Leader)、アメリカン・オデオン (American Odeon)、オデオン (Odeon) といったレーベルでリリースされた。

## 所属アーティスト
アメリカン・レコード・カンパニーからレコードをリリースした者の一部。
- ヘンリー・バー (Henry Burr)
- アーサー・コリンズ (Arthur Collins)
- コリンズ・アンド・ハーラン (Collins and Harlan)
- ビリー・ゴールデン (Billy Golden)
- バイロン・G・ハーラン (Byron G. Harlan)
- ビリー・ヘインズ (Billy Heins)
- アンナ・ヘルド (Anna Held)
- インヴィンシブル・カルテット (Invincible Quartette)
- エイダ・ジョーンズ (Ada Jones)
- ジュゼッペ・リ・プーマ (Giuseppe Li Puma)
- チャールズ・P・ロウ (Charles P. Lowe)
- ビリー・マレイ (Billy Murray)
- J・W・マイヤーズ (J.W. Myers)
- ヴェス・L・オスマン (Vess L. Ossman)
- スティーヴ・ポーター (Steve Porter)
- ダン・W・クイン (Dan W. Quinn)
- レジメンタル・バンド・オブ・ザ・リパブリック (Regimental Band of the Republic)
- ロイヤル・ハワイアン・トルバドールズ (Royal Hawaiian Troubadours)
- レン・スペンサー (Len Spencer)
- フランク・C・スタンリー (Frank C. Stanley)
- ハリー・タリー (Harry Tally)
- ジョージ・P・ワトソン (George P. Watson)